# Arno Lewitsch
Arno Lewitsch (* 1900 in Russland; † 1970 in den Vereinigten Staaten) war ein deutsch-amerikanischer Jazzgeiger und Bandleader. Lewitsch galt als erster deutscher Geiger, der eine Hot-Intonation versuchte.

## Leben und Wirken
Arno Lewitsch spielte ab den frühen 1920er-Jahren in den Berliner Homokord-Studiobands wie den Picadilly Four („Swanee“).  Ab 1923 wirkte er bei Aufnahmen in Studio-Besetzungen in den Lindström-Studios in der Schlesischen Straße mit. im April/Mai 1924 erfolgten dann in drei Aufnahmesessions die einzigen Einspielungen Lewitschs unter eigenem Namen für Parlophone, darunter die Titel „I've Got a Cross-Eyed Papa“, „I'm Goin' South“ und „Linger Awhile“. Möglicherweise war Eric Borchard an den Einspielungen beteiligt.
Ab Herbst 1924 nahm er mit dem Orchester von Julian Fuhs für Homokord (Solist in „Zur Liebe gehört doch auch ein bißchen Musik“) und Odeon auf; ab 1925 wirkte Lewitsch bei den meisten Aufnahmen des Béla Dajos Orchesters als erster Geiger mit. Dieses war zu der Zeit jedoch eine reine Studio-Formation. Als daraus auch ein „reales“ Orchester auf Bühne und in Konzerten wurde, war Lewitsch fester Bestandteil der Bela Band. 1927 war er bei Aufnahmen von Mitja Nikisch mit Seinem symphonisch besetzten Jazz Orchester (Parlophone) beteiligt. 1929 spielte er bei Theo Mackeben (u. a. „Makin’ Whoopee“, „Lover, Come Back to Me“, Ultraphon). Letzte Aufnahmen entstanden Ende April 1930 mit Béla Dajos. Im Bereich des Jazz war er zwischen 1921 und 1930 an 66 Aufnahmesessions beteiligt. Ferner spielte er um 1930 im Orchester von Felix Lehmann, den Fred Bird Rhythmicans, die gelegentlich im Rundfunk zu hören waren.
Nach der Machtübernahme der Nationalsozialisten 1933 verließ er Deutschland und folgte Bela Dajos in die Niederlande.  Noch Anfang 1939 war Lewitsch Bandleader (Arno Lewitsch Ensemble) bei Radio Hilversum; im Mai 1939 emigrierte er in die Vereinigten Staaten, wo er 1970 starb. Möglicherweise ist Lewitsch mit dem seit den 1940er Jahren in den USA wirkenden Arno Levitch identisch, der u. a. Eartha Kitt begleitete.